# ジュリオ・カンピ
ジュリオ・カンピ（Giulio Campi、 1502年頃 - 1572年3月5日）はイタリアの画家、建築家である。

## 略歴
クレモナで生まれた。父親のガレアッツォ・カンピ（Galeazzo Campi: 1470年代後半生まれ–1536年没）はフェラーラ派の画家ボッカチオ・ボッカチーノに学んだ画家で、弟のアントニオ・カンピ（Antonio Campi: 1522年頃–1587年）とヴィンチェンツォ・カンピ（Vincenzo Campi、1530年前半生まれ–1591年没) も画家になった。同時代のレッジョ・エミリアで生まれの同姓の画家、ベルナルディーノ・カンピ（1522年–1591年）は遠い親戚であるかもしれないが、家族ではない。
父親から絵を学んだ後、1522年にマントヴァに移り、ラファエロの弟子であったジュリオ・ロマーノのもとで、絵画、建築、彫刻を学んだとされる。クレモナで働いていた画家ベルナンディーノ・ガッティ(Bernardino Gatti:1495年頃–1576年)に学んだともされる。ボッカチオ・ボッカチーノの息子のカミッロ・ボッカチーノ(1505–1546)と協力してローマで仕事をしたこともあった。宗教画の代表作はクレモナのシジスモンド聖堂(Chiesa di San Sigismondo)の壁画などがある。
宗教画の他に肖像画、人物画も残した。

## 作品

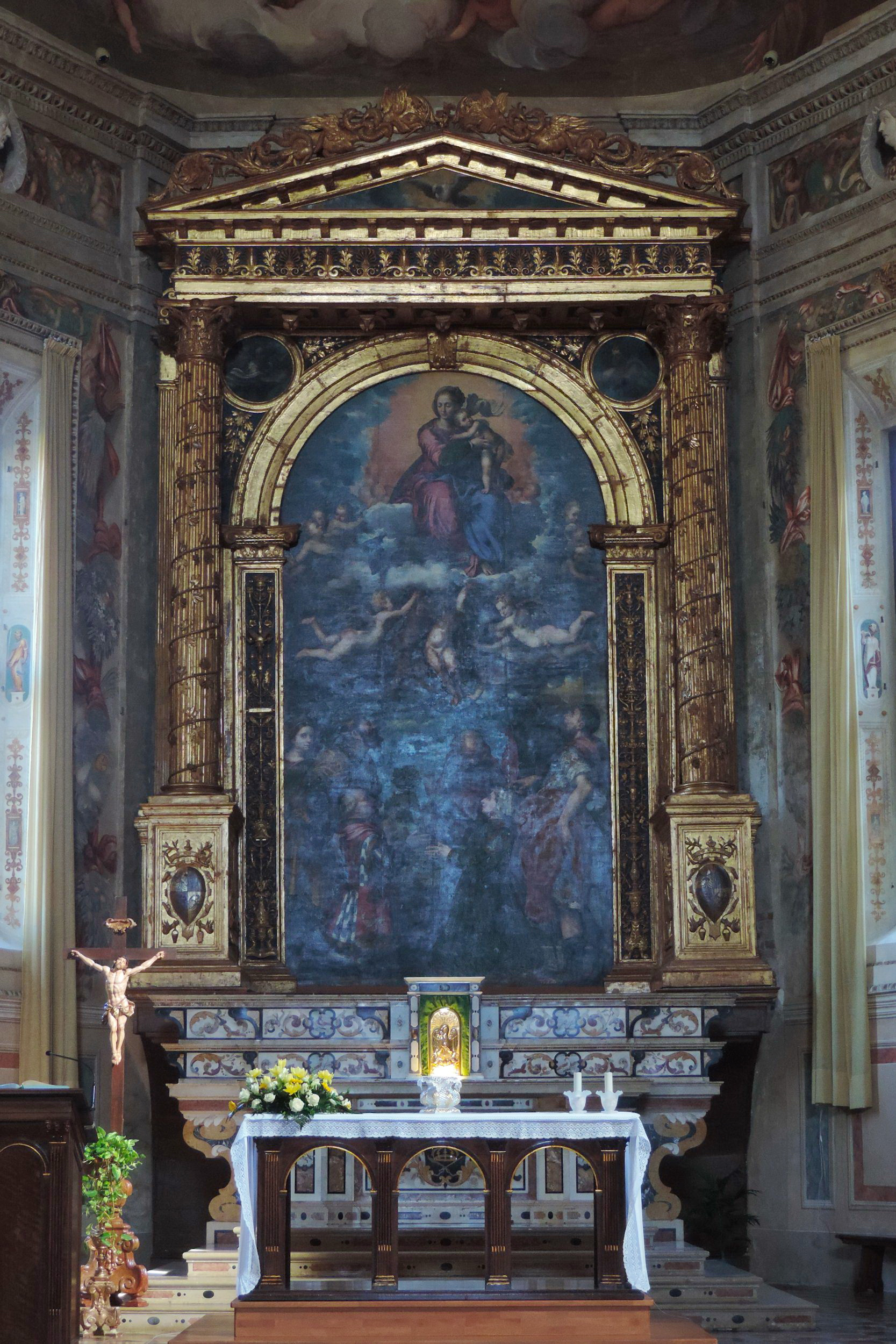
クレモナのシジスモンド聖堂の祭壇画
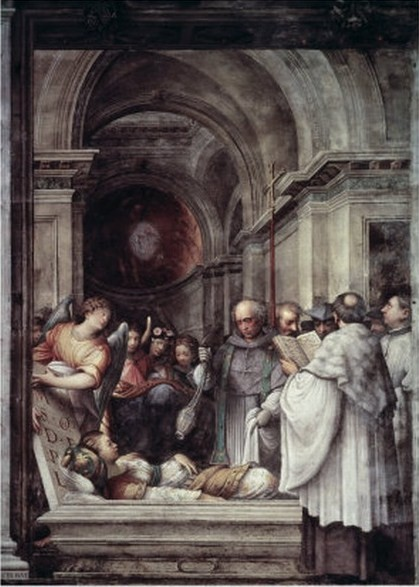
クレモナの聖アガタ教会の装飾画
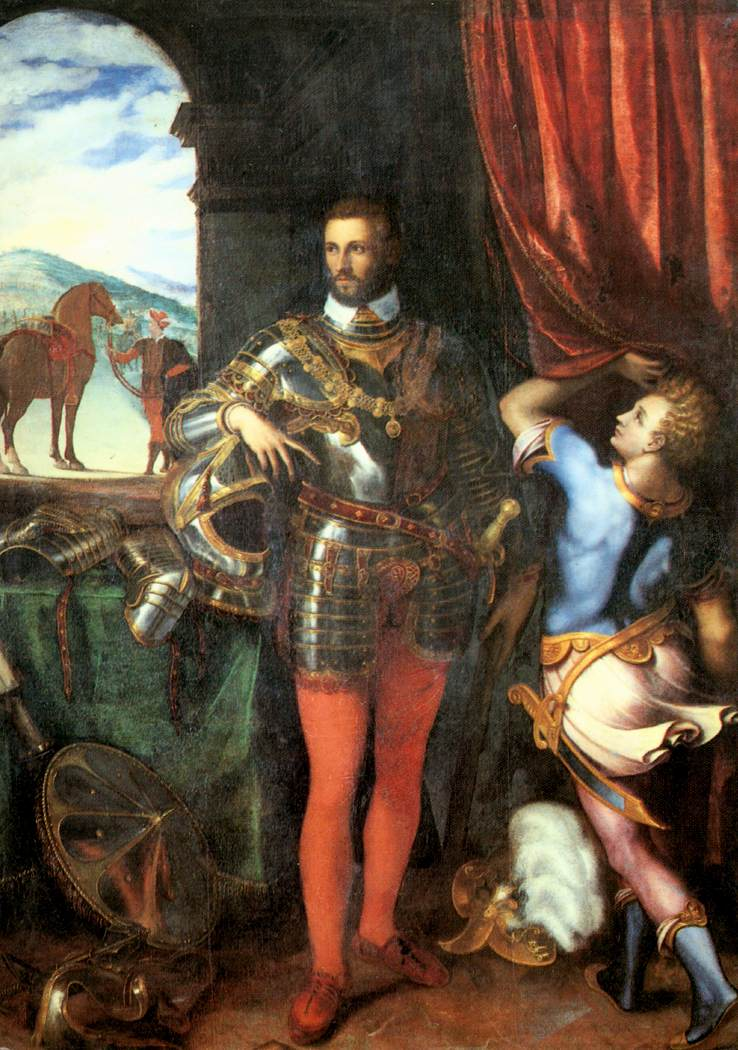
オッターヴィオ・ファルネーゼの肖像画
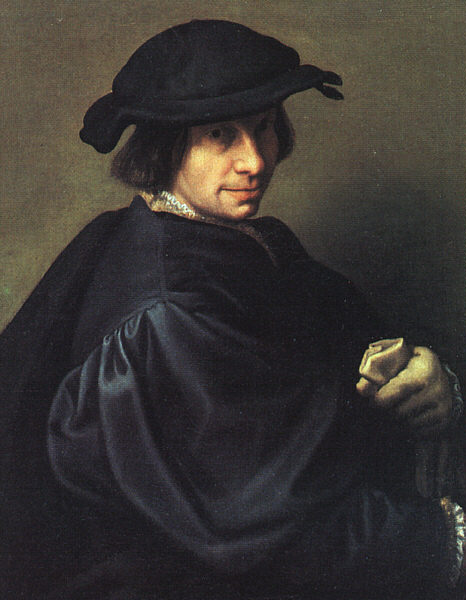
ガレアッツォ・カンピの肖像画